# 尼克拉斯·克龙瓦尔
尼克拉斯·克龙瓦尔（瑞典語：Niklas Kronwall，1981年1月12日—），瑞典男子冰球运动员。他曾代表瑞典参加2006年、2010年和2014年冬季奥林匹克运动会冰球比赛，获得一枚金牌和一枚银牌。